# 국제 원자력 사고 등급

도식화된 국제 원자력 사고 등급

국제 원자력 사고 등급(國際原子力事故等級, 영어: International Nuclear Event Scale, INES)은 국제 원자력 기구(IAEA)가 책정한 원자력시설 및 원자력이용에서 일어난 사고에 대한 평가 척도이다.
원자력발전소를 운영하던 일부 국가에서는 원자력발전소에서 발생하는 사건의 규모를 정하는 논의가 이루어져오다가, 1986년에 발생한 체르노빌 4호기 사고는 사건규모의 구분에 대한 국제적 기준 수립의 필요성을 절감케 했고, 국제원자력기구가 1992년에 INES를 설정했다. INES의 개발·적용 초기에는 원자력발전소에만 적용하였다. 이후 2000년대 초부터 방사성물질 이용·이송 등에도 적용하였으며, 전 세계에서 원전을 운영하거나 방사성물질을 사용하는 약 70여개 국가에서 적용하고 있다. 대한민국도 INES를 도입해, 1993년부터 원전 사건등급평가를 수행하였다.
사건 규모에 따라, 가장 낮은 1등급(anomaly)부터 심각한 사고인 7등급(major accident, 대형사고)으로 분류한다. 등급 4~7범주를 ‘사고(accident)’, 등급 1~3범주를 ‘고장(incident)’으로 분류한다. 또한 이들의 범주에 속하지 않는 일반적인 원자력안전과 무관한 사건(예를 들어 2차측 기기고장에 따른 터빈정지에 의한 원자로정지 등)은 ‘0’등급(no safety significance)으로 분류한다.
대한민국의 경우, Event와 Incident를 명확히 구별하는 적절한 어휘가 없어, Incident는 작은 사건(고장), Accident는 큰 사건(사고), Event는 이들을 통칭한다. 즉, 4등급 이상되는 인체에 대한 방사선장해, 시설의 중대한 손상 혹은 환경에 방사선 피해를 유발하는 사건이 '사고'에 해당하며, 방사선장해나 시설에 중대한 손상 혹은 환경에 방사선 피해를 유발하지 않는 사건을 3등급 이하의 사건이 '고장'에 해당한다. 2016년 10월 현재 기준으로, 대한민국의 원전에서 발생한 총 375건의 사건에 대한 등급 평가 결과는 2등급 사건(Incident)이 3건, 1등급 사건(Anomaly)이 22건, 그 외 사건은 모두 0등급(No safety significance)으로 평가되었다.
이 등급은 지진의 크기를 비교하는 릭터 규모에 영감을 얻어 만들어졌다. 그러나, 지진과 대조적으로 사고를 양적으로 측정하여, 인재를 엄격하게 평가할 수 있다. 이런 자료 해석의 어려움 때문에 사고에 대한 INES의 수치는 종종 사고가 끝난 다음에 발표되곤 한다. 그런 까닭에, 이 척도는 사고 복구에 제한적인 도움을 준다. INES의 척도 숫자와 지표는 일관된 보고 기능을 보장하기 위해 다른 공식적인 기관에서 정의한다.

## 사고·고장의 종류

### 원자력 발전소 정지
원자력발전소에는 핵연료의 핵분열에 의한 열을 발생시키는 원자로가 있으며, 그 열로 증기를 발생시켜 기계적 에너지로 바꾸는 터빈, 그걸 다시 전기에너지로 변환시키는 발전기가 있다. 이들 각각에는 기기고장 시 자체 보호하는 설비(보호 장치)가 있으며, 각 보호설비가 작동할 때 해당 기기(원자로, 터빈, 발전기)를 '정지한다'고 한다. 따라서 원자력발전소에는 원자로정지, 터빈정지, 발전기정지의 3가지 정지가 있다.
이들 3가지 정지는 성격에 따라 서로 연계될 수도 있고 연계되지 않을 수도 있다. 예를 들어, 터빈계통에 속한 급수펌프가 고장이 날 경우, 터빈과 발전기만 정지되어 전력생산을 멈추게 된다. 그러나 원자로는 보조계통(원자로 출력급 감발계통과 주증기우회 덤프계통 등)을 사용하여 원자로를 즉시 정지하지 않고, 원자로 출력을 감소시켜 계속 운전할 수 있다. 많은 경우가 여기에 해당한다. 그러나 통상적으로 위의 3가지 경우를 ‘원자력발전소 정지’라고 통칭하기도 한다. 위의 3가지 정지 중 터빈·발전기 정지는 원자력 안전성과의 관계가 희박하고 일반 화력발전소 등에서도 유사하다.
원자력 발전소의 안전성과 관계가 깊은 것은 원자로정지이다. 원자로정지는 기기고장 등이 발생하여 원자력발전소의 안전성 유지에 우려가 있거나 영향을 미쳤을 때, 원자로 내의 핵연료의 핵분열 연쇄반응을 정지(미임계, sub-critical)시켜, 그 영향을 최소화하거나 혹은 ‘사고(accident)’로 파급되지 않도록 하는 것이다. 1차적으로 원자로 연쇄 핵분열반응을 정지시키는 제어봉을 핵연료내부로 삽입시키는 것과 2차적으로 원자로냉각재 내로 중성자 흡수물질을 주입하는 것을 말한다. 따라서 원자로가 정지되었다 것은 원자로 내 핵연료 연쇄반응이 정지되었다는 뜻으로, ‘사고(accident)가 아닌 원자로가 안전한 상태로 접어들었다는 것을 의미한다.

### 설계기준사고(design basis accident)
원자로시설의 구조·계통·기기를 설계하는데 고려하는 가상사고이다. 따라서 원자로 시설은 설계기준사고가 발생하더라도, 핵연료가 손상되거나 허용기준을 초과하는 방사선 피폭이 발생하지 않고, 원자로 시설이 안전한 상태로 유지될 수 있도록 설계되어야 한다.
설계기준사고의 개념은 1950~60년대에 미국이 상용 원자력발전소를 개발하면서 도입되었다. 당시 미국 원자력법은 원자력발전소가 일반 대중에게 적절한 보호(adequate protection)를 제공하도록 규정하였다. 이러한 공중의 안전보호를 위해 발생 가능성이 희박하지만 원자력발전소를 설계할 때 반드시 고려해야 하는 사고들이 결정되었다. 현재 미국에서 운영 중인 원자력발전소의 대부분은 이러한 사고 목록을 설계기준사고로 적용하여 1960년대 후반에서 1970년대 초반에 걸쳐 허가를 받아 운영되기 시작하였다. 그리고 이러한 사고들이 설계기준사고로 정형화되었다.
미국원자력규제위원회(US NRC)에서는 설계기준사고를 ‘원자력발전소가 일반인의 건강 및 안전을 보장하기 위해 필요한 설비들을 유지하며 견딜 수 있도록 설계해야 하는 가상사고’로 정의하고 있다. IAEA는 설계기준사고를 ‘원자로시설이 설계기준 및 보수적인 방법론에 따라 설계에 적용해야 하는 가상적인 사고조건으로서, 사고로 인하여 방출되는 방사성물질의 양이 허용 제한치 미만으로 유지되어야 한다’로 정의하고 있다.
대한민국에 도입된 원자력 발전소는 대부분 미국의 원자력 발전소 설계에 기반을 둔 것으로, 설계기준사고의 목록 역시 미국의 설계기준사고를 그대로 도입하였다. 설계기준사고에는 다양한 종류가 있지만, 가장 대표적으로 핵연료의 냉각기능에 이상을 초래할 수 있는 냉각재 상실사고(냉각재(물)가 상실되는 사고 또는 냉각재의 유량이 상실되는 사고)가 있다.
설계기준사고에 대비한 안전설비의 설계 및 사고의 평가는 원자력발전소의 건설허가 및 운영허가 신청서류인 안전성분석보고서에 기술되어 있다. 설계기준사고에 대비한 안전설비에 대해서는 엄격한 품질관리기준이 적용되고, 하나의 기기가 고장 나더라도 다른 기기가 같은 기능을 수행할 수 있어야 한다.냉 또한, 정기적인 시험 및 검사를 통하여 안전설비의 고장을 사전에 파악하고 성능이 지속적으로 유지됨을 확인할 수 있어야 한다.

### 설계기준초과사고(beyond design basis accident)
설계기준사고보다 더 심각한 사고를 말하지만 의미 자체로는 원자력발전소의 설계에서 고려하지 않은 사고를 의미한다. 실질적으로는 미국에서 1960 ~ 70년대에 걸쳐서 정립된 설계기준사고의 목록에는 포함되지 않았지만, 그 후에 원자력발전소의 안전성 향상을 위하여 대비가 필요한 사고들을 뜻하는 용어로 사용되고 있다.
예를 들어, 1970년대 중반에 원자로가 정지되어야 하는 과도상태가 발생했을 때, 안전등급설비로 설계된 원자로정지계통에 의해 원자로가 정지되지 않는 사고에 대한 대비가 필요하다는 의견이 대두되어, 추가적인 설비를 보완하게 되었다. 또 1980년대 중반에는 원자력발전소의 교류전력이 상실되는 설계기준사고에 대비하여 설치되어 있는 안전등급설비인 비상디젤발전기 2대가 모두 고장 나는 설계기준초과사고(발전소정전사고(SBO))에 대한 대비를 위하여 추가적인 대체교류발전기를 구비하게 되었다. 2001년 9.11 테러 이후에는 항공기가 원자력발전소에 충돌하는 항공기충돌사고도 설계기준초과사고로서 안전성 향상 차원에서 대비해야 하는 사고가 되었다.
미국의 경우, 이러한 설계기준초과사고에 대해서, 새로운 설비를 추가하거나 기존의 설비를 보완하는 방식으로 대처하고 있다. 사고 발생에 대비하여 발전소 운전원이 숙지하여야 하는 비상운전절차도 보완하는 등의 안전성 향상 노력을 추진하였다. 한편, 유럽은 설계기준초과사고를 2000년대 이후 설계확장조건(DEC)이라 지칭하면서, 설계기준사고에서 고려되지 못한 사고들에 대한 안전성을 보다 강화하고 있다. IAEA의 원자력발전소 설계에 관한 안전기준(SSR 2/1, 2012년 발간, 2016년 개정)에 의하면, 신규 원자력발전소는 설계기준사고보다 심각한 사고 중에서 설계확장조건을 선정하고, 선정된 설계확장조건에 대하여 명확한 대응 수단을 설계과정에서 구비하도록 규정하고 있다. 신규 원전의 경우에, 이러한 접근방법은 설계기준초과사고에 대한 미국의 접근방법에 비해 보다 강화된 조치이다.

### 설계확장조건(design extension condition)
유럽 및 IAEA의 안전기준에서 기존의 설계기준초과사고 대신 사용하는 용어로서 특히 신규원전에 대하여 적용하는 개념이다. 설계기준사고는 실질적으로 1960~70년대에 정형화된 사고 목록을 의미하고 있으므로, 그 당시의 설계기준사고에는 포함되지 않았지만 현재의 새로운 원전을 설계할 때에는 반드시 고려하여야 하는 사고의 의미로 설계확장조건이 사용된다. 이러한 설계확장조건에는 기존에 설계기준초과사고로 고려되는 다양한 사고 상태와 원자로의 핵연료가 용융되는 사고인 중대사고 상태가 모두 포함된다.
대한민국에서는 원자력안전법에 따라 원자력 발전소의 운영허가 신청 시 사고관리계획서가 함께 제출되어야 한다. 사고관리계획서에는 원자력발전소에서 노심용융사고(중대사고)가 발생하는 것을 막는 '중대사고 예방 능력'과, 중대사고로 인한 대량의 방사성물질이 외부로 방출되는 것을 막는 '중대사고 완화 능력'에 대한 평가 결과가 포함되어야 한다. 따라서 신규 원자력발전소의 사고관리계획에는 설계확장조건에 해당하는 사고들에 대한 대응 수단이 고려된 중대사고 예방 및 완화 능력을 포함해야 한다.

### 중대사고(severe accident)와 중대사고 완화 설비
중대사고는 방사능방출 유무에 관계없이, 설계기준사고를 초과하여 노심 손상을 일으키는 사고를 말한다.
핵연료 가열 원인은 노심에서 생성되는 붕괴열이다. 정상적이라면 냉각수가 붕괴열을 제거하지만, 냉각수 공급이 이루어지지 않으면, 원자로 내부의 냉각수 수위가 낮아지고, 핵연료봉 상부가 노출되기 시작한다. 원자로 노심의 열을 충분히 제거하지 못하면, 핵연료봉의 온도가 상승하여 피복재의 용융 및 파손이 일어나게 된다. 중대사고 시 발생하는 주요 현상들로는 노심 용융, 용융물 풀 형성 및 재배치, 고압용융물 분출, 격납건물 직접가열 및 파손, 수소 폭발, 노심용융물과 냉각수 반응, 노심용융물과 콘크리트 반응 등이 있다.
중대사고가 발생하더라도 사고 영향을 완화하기 위해 노심의 잔열 제거, 원자로 용기 건전성 확보, 격납건물 건전성 확보의 기능을 도와주는 설비들을 '중대사고 완화 설비'라고 한다. 노심 용융이 계속해서 진행되어 원자로용기 하부 반구에 노심용융물 풀(pool)을 형성한 경우에는, 원자로 용기 외부의 공동에 물을 충수하여, 원자로 용기 외부 벽에서 원자로의 잔열을 제거한다. 그러면 용융노심이 원자로 용기 밖으로 방출되는 것을 방지할 수 있다. 만약 이 과정이 실패할 것에 대비해, 원자로 공동으로 방출된 노심용융물을 냉각시키기 위한 공동침수계통이 있으며, 일정 이상의 원자로공동 바닥 면적이 확보되어있어야 한다. 중대사고 시에 산화반응으로 생성되는 수소의 농도를 낮추기 위해서는 수소점화기와 피동형촉매 수소재결합기가 주요 지점에 설치되어 수소를 제거한다.
고압용융물 분출을 방지하기 위해서는 기존의 원자로냉각재계통에 있는 안전감압계통을 이용하여 원자로냉각재계통의 압력을 낮추고, 노심용융물에 의한 격납건물 직접가열 현상을 완화하기 위하여 원자로공동으로부터 이탈되는 노심용융물의 양을 줄일 수 있는 원자로공동 배치 설계 특성을 갖추어야 한다. 노심용융물과 콘크리트 반응에 의한 기체 발생으로 야기되는 격납건물의 과압 파손을 방지하기 위하여, 격납건물 여과배기계통은 격납건물 내부의 기체를 배기하는 설비로, 기체에 포함된 핵분열 생성물을 여과한 후 배기하도록 되어 있다.

## 사고·고장 발생 시 조치
원자력발전소를 운영하는 미국 등 전 세계 모든 국가는 원자력발전소에서 발생하는 안전에 관련된 사건을 규제기관에 보고토록 규정하고 있으며, 국제원자력기구(IAEA)는 이에 대한 지침을 제공한다.
대한민국은 IAEA 지침에 근거하여, 1992년에 원자력시설의 사고·고장 보고체계에 관한 고시를 제정하여, 보고하여야 할 대상, 방법, 절차, 사고·고장 등급의 분류에 관한 세부사항을 규정하였다. 우선 대상 사건이 발전소의 출력이나 안전에 영향이 없는 고장이 발생했을 경우 원자력발전소를 운영하는 발전사업자는 자체적인 점검과 시정조치를 수행한다. 그러나 그 사건으로 인해 방사선장해가 발생하였거나, 원자로 정지 등 고장발생, 지진·화재 기타의 재해에 의하여 원자력관계시설이나 방사성물질 등에 위험 발생 혹은 발생 우려가 있을 때 등의 경우에는, 관련 규정에 따라 이를 규제기관(원자력안전위원회)에게 보고하며, 인터넷에 공개한다. 원자력안전위원회는 한국원자력안전기술원 전문가들을 중심으로 사건조사팀을 구성하여 현장에 파견하며, 사건조사팀의 보고서에 근거하여 사업자에게 사건의 재발방지를 위한 보완필요사항 요구 등 관련 조치를 수행한다.
  <원자로의 상태별 관리 절차서와 지침서>
| 원자로 상태                     | 절차서 혹은 지침서        |
| ------------------------------- | ------------------------- |
| 설계기준사고 이내의 정상 영역   | 정상 운전절차서           |
| 설계기준사고 이내의 비정상 영역 | 이상 운전절차서           |
| 설계기준사고                    | 비상 운전절차서(최적복구) |
| 설계기준초과사고                | 비상 운전절차서(기능회복) |
| 중대사고                        | 중대사고 관리지침서       |
| 다수호기 중대사고               | 광역손상 완화지침서       |

- 비상운전절차서(최적복구) : 사고의 유형 혹은 초기사건이 명확히 나타나는 경우에 한해, 사고에 대한 최적의 대응 지침들이 기술되어있다. 각 사고들은 사고의 심각성 및 안전방호벽의 상태를 감시하는 필수안전변수의 기능저하에 미치는 영향의 정도에 따라 구성된다. 사고에 대한 파악 및 유형이 명확히 보이는 사고들에 대한 것이므로 사건유형별 절차서라고도 한다.
- 비상운전절차서(기능회복) : 사고 진단이 어렵거나 사고의 유형이 최적복구 절차서에 포함되지 않아 발전소를 안정 상태로 복구가 불가능한 경우에는 기능회복 절차서의 지침들을 수행한다. 원인 파악이 명확히 되지 않더라도 나타나는 변화들로부터 사고의 경과를 파악할 수 있으므로 징후별 절차서라고도 한다.

### 정보 공개
원자력안전위원회 고시 범주에 속한 보고대상 사건이 발생할 경우 발전사업자는 사건발생 일시, 장소와 사건 내용 및 방사선장해 유무 등의 내용을 다음 근무일 이내에 대중에게 공개하고 있다. 이와는 별도로 규제차원에서도 국민의 알권리 충족과 규제의 투명성·신뢰성 제고를 목적으로 규제기관인 원자력안전위원회와 사건조사를 담당하고 있는 한국원자력안전기술원의 홈페이지 및 원전안전운영정보시스템에서 이를 공개하고 있다.  특히 원전안전운영정보시스템에서 제공하는 사건관련 정보는 사건대응체계와 각 사건에 대한 규제차원의 사건조사 결과(총 698건)와 함께 부지별, 연도별, 시설별, 계통별, 원인별 현황과 이를 시각적으로 보여주는 사건통계그래프 및 사건검색 등 다양한 기능을 제공하고 있다. 또한 전 세계 원전 운영현황과 각 사건에 대한 사건등급평가 결과 등 다양한 정보도 포함한다.
국제적으로는 국제원자력기구가 주도하여 각 회원국에서 발생하는 중요사건에 대해서 관리하고 있는데, 사건관련 정보는 IRS(Incident Reporting System), 사건등급평가에 대해서는 INES(International Nuclear and Radiological Event Scale) 시스템에서 수집하고 각 회원국에 관련 정보를 제공하고 있다. 그러나 이를 일반 대중에게 공개하지는 않는다. 국제원자력기구의 회원국인 대한민국은 원자력발전소에서 발생하는 중요사건에 대해 사건정보 및 등급평가 결과를 국제원자력기구에 제공하고 있다.

### 원자로 안전성평가
원자로 안전에 관련된 사건범주에 속하는 경우, 한국원자력안전기술원이 규제차원의 안전성 평가(사건조사)를 수행하며, 원자력안전위원회는 그 조사결과를 근거로 원자로의 재가동 승인 등의 규제조치를 한다. 사건에 대한 안전성 평가는
1. 그 사건이 왜 발생했는지에 대한 원인파악과 함께 발전소의 계통·기기가 적절하게 작동하였는지 여부
2. 과도상태를 포함한 일련의 과정에서 발전사업자가 적절히 대응하였는지
3. 그 결과에 따라 발전소의 주요변수가 허가된 범위 이내에서 유지되었는지

여부를 확인한다. 즉, 사건과 관련하여 발전사업자의 대응 적절성 여부와 함께 발전소의 안전기능이 적절히 유지되었는지 종합 점검하는 것이다. 또한 사건으로 인한 종사자의 방사선 피폭 및 방사성물질의 소내·외 방출 여부도 점검 대상에 포함된다.
원인평가 결과, 사건의 원인이 기기고장인 경우, 그 기기의 설계·구매·설치·정비·운전 등 기기관리 적절성 부분을 파악하고, 여기에 인적오류가 포함되었다면, 그 원인도 파악한다. 또한 재발사건의 경우 그 원인이 무엇인지를 확인한다.
과도상태 평가에 대해서는 크게 2가지를 검토한다. 첫째는 발전소의 안전설비를 포함한 계통·기기들이 설계된 대로 적절히 작동하였는지 여부를 확인한다(설비의 적절성). 둘째는 운전팀을 포함한 발전소 종사자가 훈련내용과 절차에 따라 적절히 대응하였는지 여부와 함께 훈련내용 및 절차의 적절성을 확인한다. 즉, 계통·기기의 성능과 인적 성능의 적절성을 통해 과도상태로 인한 발전소의 안전성에 문제가 되는 영향을 평가하는 것이다. 여기에서 발전소의 안전성은 그 사건이 안전기능에 어느 정도 영향을 미쳤는가, 즉 핵연료와 원자로의 냉각기능 등 필수안전기능 건전성에 미치는 영향과 더불어 사건으로 인해 야기된 방사선 측면의 안전성에 미치는 영향을 포함한다.
최종적으로 원자력안전위원회는 발전사업자의 사건 재발방지를 위한 시정조치 적절성을 평가한다. 이는 파악된 원인과 결과가 적절히 시정조치에 반영되었는가를 확인한다. 시정조치의 적절성 평가는 동일 유형의 사건이 재발하지 않는다는 확신을 줄 수 있기 때문에 가장 중요한 안전성평가 과정이다.

## 역사적 사건

### 7단계
'심각한 사고' - 방사성 물질의 중대한 외부 방출로 아이오딘-131 환산으로 수만 테라베크렐 이상의 방사성 물질의 외부 방출을 뜻한다.
- 체르노빌 원자력 발전소 사고
  - 발생국가:  우크라이나(구 소련)
  - 발생일자: 1986년 4월 26일
  - 원인: 설계의 결함과 규정에 따르지 않은 안전점검으로 원자로의 통제가 불능해짐.
  - 영향: 이 사고로 인하여 정도는 다르지만 전 유럽이 방사능에 뒤덮이게 되었다. 아이오딘-131 1,760,000 TBq, 세슘-137 79,500 TBq, 제논-133 6,500,000 TBq, 스트론튬-90 80,000 TBq, 플루토늄 6100 TBq, 그밖에 10여가지 방사능 물질이 유출되었다.
- 후쿠시마 제1 원자력 발전소 사고
  - 발생국가:  일본
  - 발생일자: 2011년 3월 11일
  - 원인: 동일본 지방 태평양 해역 지진으로 인해 JMA진도 7, 규모 9.0 의 지진과 지진 해일로 도쿄전력이 운영하는 후쿠시마 제1 원자력 발전소의 원자로 1-4호기의 격납건물 폭발.
  - 영향: 체르노빌 원자력 발전소 사고와 함께 국제 원자력 사고 등급(INES)의 최고 단계인 7단계(Major Accident)를 기록하였다. 현재도 계속적으로 원자로에서 방사능 물질이 공기중으로 누출되고 있으며, 빗물과 원자로 밑을 흐르는 지하수에 의해 방사능에 오염된 방사능 오염수가 태평양 바다로 지속적으로 누출되고 있다. 누출된 방사능 물질로 인해 후쿠시마 제1 원자력 발전소 인근 지대뿐 아니라 일본 동북부 전체의 방사능 오염이 심각한 상황이다. 또한 편서풍과 해류로 인해 태평양 전역으로 후쿠시마 원전 사고에서 발생한 방사능 물질들이 퍼졌으며 국제적으로 체르노빌 사고와 유사한 정도로 오염물질이 발생되었으로 추정하고 있다. 2017년, 원자력 사고로 인한 수질 오염도는 체르노빌 사고보다 높은 상황이며 토양 오염도는 일본정부가 정보 비공개로 해두었다.

### 6단계
'대형 사고' - 방사성 물질의 상당한 외부 방출로, 수천 테라 베크렐에서 수만 테라 베크렐(TBq)의 방사성 물질의 외부 방출을 뜻한다.
- 키시팀 사고
  - 발생국가: 러시아(구 소련)
  - 발생일자: 1957년 9월 29일
  - 원인: 70~80톤 정도의 방사성 폐기물이 든 탱크의 냉각장치의 이상으로 온도가 올라가고 말라진 폐기물이 TNT 70~100톤에 달하는 비핵 폭발 발생.
  - 영향: 이 폭발로 160톤의 콘크리트 뚜껑을 날려버렸다.[17] 즉각적인 사망자는 없었지만, 2~50 메가퀴리(74~1850 페타베크렐)의 방사성 물질이 누출되었다.[18][19]

### 5단계
시설 외부로의 위험을 수반한 사고. 방사성 물질의 한정적인 외부 방출로, 아이오딘-131 등가로 수백 테라 베크렐에서 수천 테라 베크렐의 방사성 물질이 외부로 누출되는 것을 뜻하며, 원자로 용기에 중대한 손상을 입은 경우이다.
- 스리마일섬 원자력 발전소 사고
  - 발생국가:  미국
  - 발생일자: 1979년 3월 28일
  - 원인: 기계결함으로인한 통제불능
  - 영향: 이는 미국 역사상 최악의 원전 사고로서 시간당 80 마이크로시버트의 방사능 준위가 측정되었다. 윈드스케일 보다 25배 많은 제논-135이 유출되었다. 그러나 아이오딘, 세슘, 스트론튬은 윈드스케일 보다 적었다.
- 윈드스케일 화재 사고
  - 발생국가:  영국
  - 발생일자: 1957년 10월 10일
  - 원인: 애널링 과정 중 1호기 노심서 발생한 화재
  - 영향: 아이오딘-131이 누출되어, 사고 이후 추산 240명에게 갑상선 암이 발병하였고 해당 지역의 농축산품을 강제로 폐기하게 되었다.
- 퍼스트 초크 강 사고
  - 발생국가:  캐나다
  - 발생일자: 1952년 12월 12일
  - 원인: 원자로 노심의 손상으로 인한 원자로 파괴
  - 영향: 주변 4,000 세제곱 킬로미터가 오염되었으며 1000명 이상의 시민들이 고농도 방사능에 노출되었다.
- 고이아니아 사고
  - 발생국가:  브라질
  - 발생일자: 1987년 9월 13일
  - 원인: 폐기처분된 병원에 들어가서 방사선을 이용한 의료기기를 탈취한 자들의 해체미숙.
  - 영향: 4명이 고농도 방사능에 피폭, 사망하였으며 주변 약 300여명의 사람들이 고농도 방사능에 피폭되었다.

### 4단계
시설 내부의 위험을 수반한 사고. 방사성 물질의 소량 방출로, 시간당 방사능 피폭량이 수mSv(밀리시버트)에 달한 경우로, 원자로 노심의 상당한 손상, 종업원의 치사량 피폭도 4단계에 포함된다.
- 영국: 셀라필드 재처리 공장
- 아르헨티나: 부에노스아이레스 임계집합체 RA-2 임계사고
- 프랑스: 산로랑 원자력 발전소 사고[20]
- 이집트: 분실 방사선선원에 대한 피폭사고[20]
- 일본: 도카이 촌 방사능 누출사고 = JCO 우라늄 가공공장 임계사고.

### 3단계
중대한 이상. 방사성 물질의 매우 소량 방출로, 안전할 정도의 수 mSv정도의 피폭, 종업원이 소내의 중대한 방사성물질에 의한 오염이나, 급성 방사선장해를 일으킬수 있을 정도의 피폭을 말하며, 또는 심층방호 기능의 상실을 말하기도 한다.
- 영국: THORP 재처리 공장 누수사고
- 스페인: 반델로스 원자력발전소 사고[20]
- 일본: 구 PNC 아스팔트 고화처리시설 화재폭발 사고[20]

### 2단계
이상. 안전상 중요하진 않으나, 소내의 상당한 방사성물질에 의한 오염이나 법령이 정하는 연간선량한도를 초과하는 종업원의 피폭, 그리고 심층방호의 상당한 열화를 말한다.
- 일본: 미하마 원자력발전소 3호기 증기발생기 전열관 손상사고[20]
- 스페인: 아스코 원자력발전소
- 스웨덴: 포스마르크 원자력발전소
- 대한민국: 월성 원자력 발전소에서의 냉각재 액체방출밸브 고장에 의한 원자로 정지 및 보호밸브 개방에 따른 중수 누출[22]
- 대한민국: 신고리 1호기의 시운전 중 원자로 냉각재의 원자로 건물 살수[22]
- 대한민국: 고리 1호기의 계획예방정비 중 소외전원상실 및 비상디젤발전기 기동실패에 의한 교류전원 완전상실[22]

### 1단계
이례적인 사건. 운전제한 범위에서의 이탈상황
- 일본: 몬주 나트륨 누출

### 0단계
척도미만. 평시상황이 0단계이다.

## 같이 보기
- 노심 용융
- 원자력
- 핵발전 논란
- 방사능 오염
- 방사성 폐기물
- 원자력 사고
- 임계사고